# Рокля от Таркан
Роклята от Таркан е над 5000-годишна ленена дреха, която е потвърдена като най-старото женско облекло.
Наречена е на гробище южно от Кайро в Египет, където е открита през 1913 г.
Роклята (с код UC28614B) понастоящем се намира в колекцията на Университетски колеж Лондон (UCL) в Музея на египетската археология. Радиовъглеродно датиране, проведено през 2015 г. от Оксфордския университет, потвърждава с 95 % сигурност, че роклята датира между 3482 и 3102 г. пр. н.е.